# Gemma Atkinson
Gemma Louise Atkinson (Bury, 16 novembre 1984) è un'attrice, personaggio televisivo e modella britannica.

## Biografia
Gemma Atkinson nasce a Bury, nella contea di Greater Manchester. Frequenta la Castlebrook High School prima di intraprendere la carriera di modella.

### Attrice
Raggiunge la fama interpretando Lisa Hunter nella soap opera Hollyoaks, dell'emittente britannica Channel 4.
Nel 2008 appare nel videogioco strategico Command & Conquer: Red Alert 3, prestando il suo volto al tenente Eva McKenna; ruolo ripreso anche nell'espansione Uprising.
Nel 2009 recita nel film indipendente britannico Tradire è un'arte - Boogie Woogie di Duncan Ward. Nello stesso anno prende parte anche al film horror 13Hrs di Jonathan Glendening e al gangster-movie Baseline.
Il 2010 la vede recitare in due commedie romantiche: The Sweet Shop e How to Stop Being a Loser di Dominic Burns. Lo stesso regista la dirige nuovamente nell'horror-thriller Airborne, con Mark Hamill.
Nel 2011 recita nel medical drama della BBC Casualty nel ruolo di Tamzin Bayle. Alla fine del 2011 inizia le riprese di un nuovo film, un remake dell'horror La notte dei morti viventi di George A. Romero.
Gemma interpreta anche alcuni ruoli teatrali. Nel dicembre 2008 recita in Peter Pan alla Manchester Opera House. Tra il 2009 e il 2010 partecipa al tour dello spettacolo teatrale di Tim Firth Calendar Girls, tratto dall'omonimo film, nei panni di Elaine e Celia. Sempre nel 2010 è Belinda, protagonista femminile del dramma teatrale This Is How It Goes, del drammaturgo statunitense Neil LaBute.
Nel 2015 entra nel cast della soap opera britannica Valle di luna interpretando il ruolo di Carly Hope.

### Modella
Gemma Atkinson posa come modella di lingerie e costumi da bagno per diverse riviste maschili come Arena, FHM, Loaded, Maxim, Zoo Weekly e Nuts. Fra il 2006 e il 2009 appare nella lista delle 100 donne più sexy del mondo secondo FHM. Nel 2008 è alla posizione 46 della classifica di AskMen.com delle 99 donne più sexy.

## Filmografia
- Hollyoaks - serial TV, 110 episodi (2001-2005)
- Hollyoaks: After Hours - serial TV, 5 episodi (2004)
- Hollyoaks: Let Loose - serial TV, 13 episodi (2005)
- Hollyoaks: In the City - serial TV, 20 episodi (2006)
- Tradire è un'arte - Boogie Woogie (Boogie Woogie), regia di Duncan Ward (2009)
- The Bill - serie TV, episodio 25x58 (2009)
- Black Book - film TV (2010)
- Baseline, regia di Brendon O'Loughlin (2010)
- 13Hrs, regia di Jonathan Glendening (2010)
- The Sweet Shop, regia di Ben Myers (2010)
- Waterloo Road - serie TV, episodio 7x2 (2010)
- How to Stop Being a Loser, regia di Dominic Burns (2011)
- Casualty - serie TV, 38 episodi (2011-2014)
- Airborne, regia di Dominic Burns (2012)
- Law & Order: UK - serie TV, episodio 7x3 (2013)
- Il passo del diavolo (Devil's Pass), regia di Renny Harlin (2013)
- Night of the Living 3D Dead, regia di Samuel Victor (2013)
- Valle di luna - serial TV, 247 episodi (2015 - in corso)
- My Bloody Valentine (cortometraggio), regia di Seb Billings (2016)
- Fever, regia di Rajeev Jhaveri (2016)
- The Confusion of Tongues, regia di John Bradburn e James Fair (2017)
- Cain Hill, regia di Gene Fallaize (2017)

## Videogiochi
- Command & Conquer: Red Alert 3 - Ten. Eva McKenna (2008)
- Command & Conquer: Red Alert 3: Uprising - Ten. Eva McKenna (2009)